# Löwe (Wappentier)

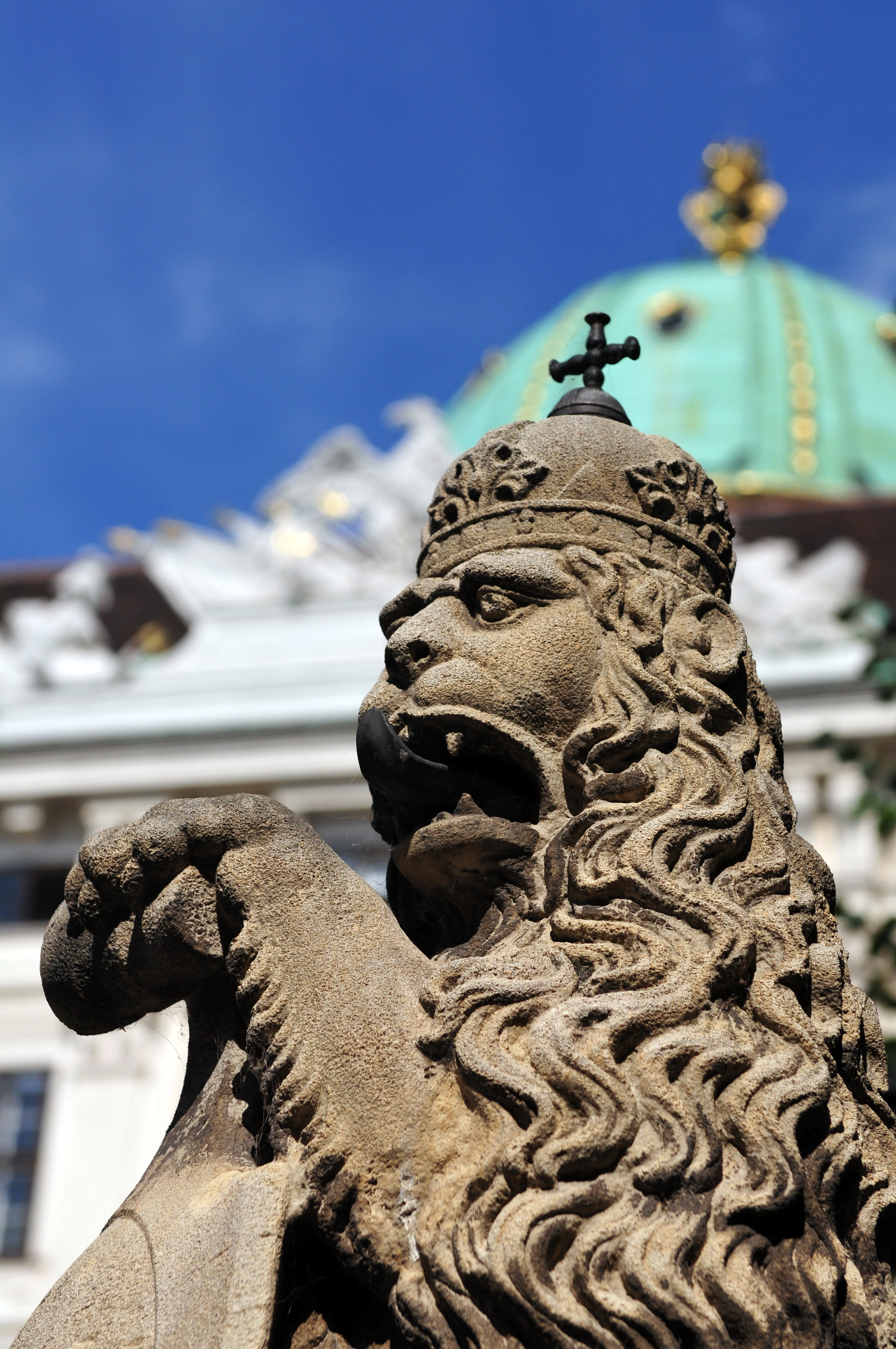
Gekrönter Löwe in der Wiener Hofburg

Der Löwe ist eine gemeine Figur der Heraldik und das beliebteste Wappentier. Er symbolisiert Mut und Königlichkeit, da er als „König der Tiere“ gilt.

## Symbolik und Verwendung

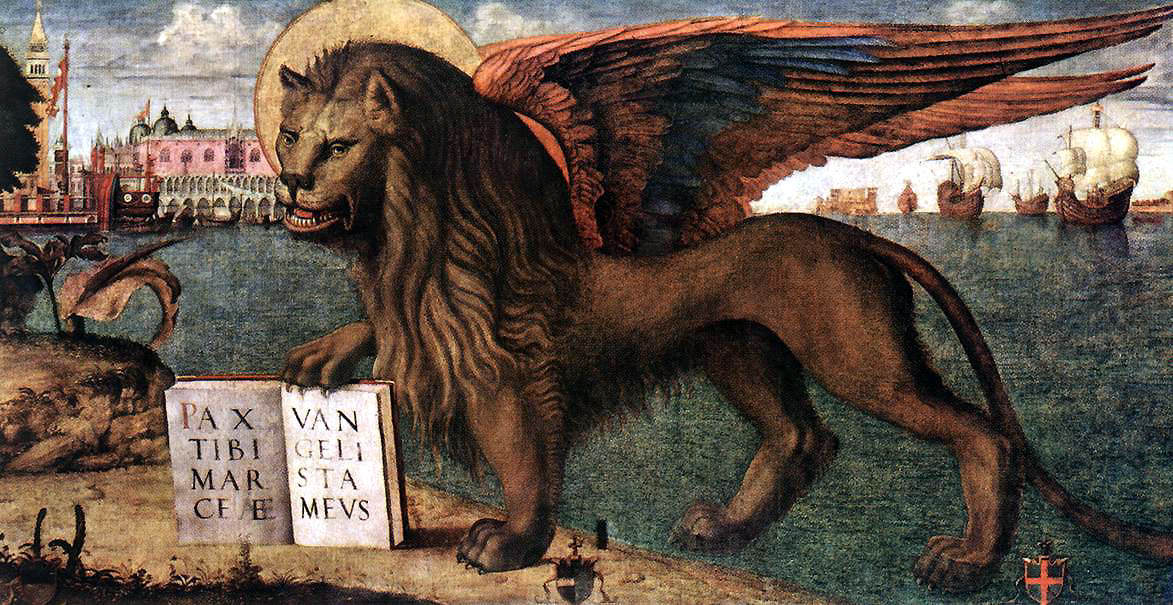
Der geflügelte Löwe des Evangelisten Markus ist seit Jahrhunderten das Wahr- und Hoheitszeichen Venedigs (Ausschnitt aus einem Gemälde von Vittore Carpaccio, 1516)

Der Löwe wird schon seit der Steinzeit bildlich dargestellt. So haben bereits die eiszeitlichen Jäger in der Kulturstufe des Aurignacien vor mehr als 30.000 Jahren den Löwen dargestellt. Die in vielen Kulturen verbreitete Charakteristik des Löwen als „König der Tiere“ geht auf den Einfluss des Physiologus zurück, eines frühchristlichen Buches über Tiersymbolik von allgemein großem Einfluss auf die westliche Kultur. Die königliche Symbolik wurde in der Geschichte wiederholt aufgegriffen, um Machtansprüche anzumelden oder zu bekräftigen, zum Beispiel von Heinrich dem Löwen. Die hiervon ausgehende Faszination wird bis heute durch die Vielzahl von Wappen deutlich, auf denen der Löwe in verschiedensten Farben und Formen abgebildet ist (siehe unten).

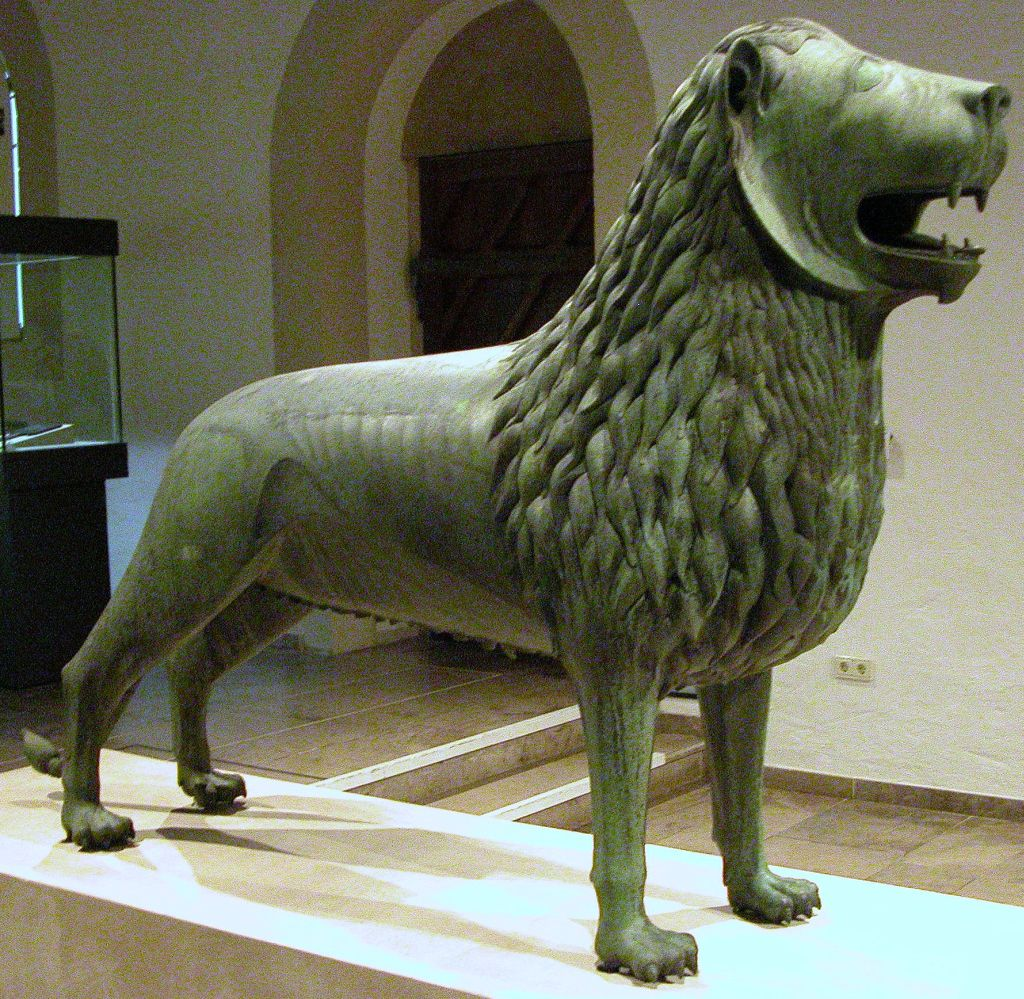
Der Braunschweiger Löwe Heinrichs des Löwen

In der Antike war der Löwe im gesamten Mittelmeerraum verbreitet. In der griechischen Mythologie erscheinen Löwen in verschiedener Funktion: Der Nemeische Löwe wurde als eine menschenfressende Bestie dargestellt, den zu töten eine der zwölf Aufgaben des Herakles war. In der Geschichte von Androklus, einer der Fabeln des Äsop, zieht der Held, ein entlaufener Sklave, einem Löwen einen Dorn aus der Pfote; als er später zur Strafe für seine Flucht den Löwen zum Fraß vorgeworfen werden soll, erkennt ihn das Tier wieder und weigert sich, den Mann zu töten. Der geflügelte Löwe wird in der Bibel erwähnt (Daniel 7,4 ) und in der christlichen Ikonographie dem Evangelisten Markus zugeordnet. Auch in zahlreichen anderen antiken Kulturen spielte der Löwe eine Rolle. In Ägypten wurden Pharaonen als Sphingen dargestellt, Löwen mit Menschenkopf. Die berühmteste derartige Darstellung ist der Große Sphinx von Gizeh. Die ägyptische Mythologie kannte auch Dedun, den oberägyptischen Gott des Reichtums.

Kalligraphische Darstellung von ʿAlī ibn Abī Tālib, genannt der „Löwe Gottes“

In der persischen Kunst wird der Löwe seit über 3000 Jahren häufig dargestellt. Auch dort und später im Islam gilt das Tier bzw. eine mit diesem Beinamen versehene Person als stolz, mutig, autoritär, (meist) männlich und furchterregend kräftig.

## Heraldischer Löwe
Wie bei heraldischen Darstellungen üblich, zeigt sich der Löwe stark stilisiert. Typische Körpermerkmale wie der Kopf, die Pranken und der Schwanz werden dabei sehr deutlich herausgearbeitet, der Körper dagegen stark verschlankt. Insbesondere die typische Mähne des Löwen wird auf wenige Fransen reduziert, teilweise auch ganz weggelassen.

### Stand und Blickrichtung
Im Gegensatz zum heraldischen Leoparden wird der heraldische Löwe im Profil aufgerichtet bzw. steigend, d. h. auf den Hinterfüßen stehend, dargestellt. Er blickt geradeaus. Diese Darstellung ist die Grundform und muss beim Blasonieren nicht gemeldet werden. Wird der Löwe schreitend und geradeaus blickend dargestellt, spricht die Heraldik von einem schreitenden oder leopardierten Löwen. Steht er zwar auf den Hinterfüßen (aufgerichtet oder steigend), hat den Kopf aber zum Betrachter gewendet (herschauend), handelt es sich um einen gelöwten Leoparden. Daneben gibt es den Löwen auch rückwärts blickend, vereinzelt auch nur den herblickenden Leopardenkopf. Selten sind sitzende oder liegende Löwen.

### Schwanz
Der Schwanz des Löwen wird einfach oder doppelt (doppelschwänziger Löwe) im Wappen dargestellt. Auch mehr als zwei Schwänze sind zu finden. Die Krümmung des Schwanzes wird nur in Ausnahmefällen blasoniert. 

### Mähnen und Geschlecht
Ein mähnenloser Löwe wird als Löwin beschrieben.

### Farbe
Der heraldische Löwe ist meist golden, rot oder schwarz dargestellt. Silberne oder blaue Löwen sind selten. Mitunter sind die Waffen des Löwen (vor allem die Krallen) und die ausgeschlagene Zunge andersfarbig tingiert. Dies muss beim Blasonieren gemeldet werden. Es heißt dann zum Beispiel „ein goldener, rot bewehrter Löwe“.

### Zunge
Darstellungen des Tieres mit ausgeschlagener Zunge treten in Wappen erst nach 1340 auf. Davor und auf Siegeln war die Zunge noch kein Unterscheidungsmerkmal.

### Krone
Viele Löwen sind mit einer Krone bestückt. Diese muss beim Blasonieren entsprechend angegeben werden, ebenfalls mit der Farbe. 

### Gesonderter Löwenkopf
Gelegentlich wird im Wappen nur der Kopf des Löwen dargestellt. Zwei grundsätzliche Varianten sind zu unterscheiden: Eine Variante zeigt einen Kopf mit geraden Schnitt am Hals und wird bei der Wappenbeschreibung mit „abgeschnitten“ blasoniert. Bei der anderen Möglichkeit verdeckt die Mähne diese Schnittstelle und er wird als „abgerissen“ beschrieben.
Ein dem Betrachter zugewendeter Kopf, also en face gestellt, ist ein Leopardenkopf. Verwendet wird diese Darstellung mindestens schon seit dem 13. Jahrhundert. In der neueren Heraldik ist die Bezeichnung Leopardenkopf nicht beliebt.
Alle Köpfe können mit Kronen oder anderen schmückenden Dingen oder Farben verändert sein. In der Wappenbeschreibung ist dies zu erwähnen.

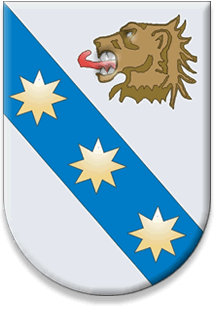
Abgerissener Kopf
Abgeschnittener Kopf (Strohn)
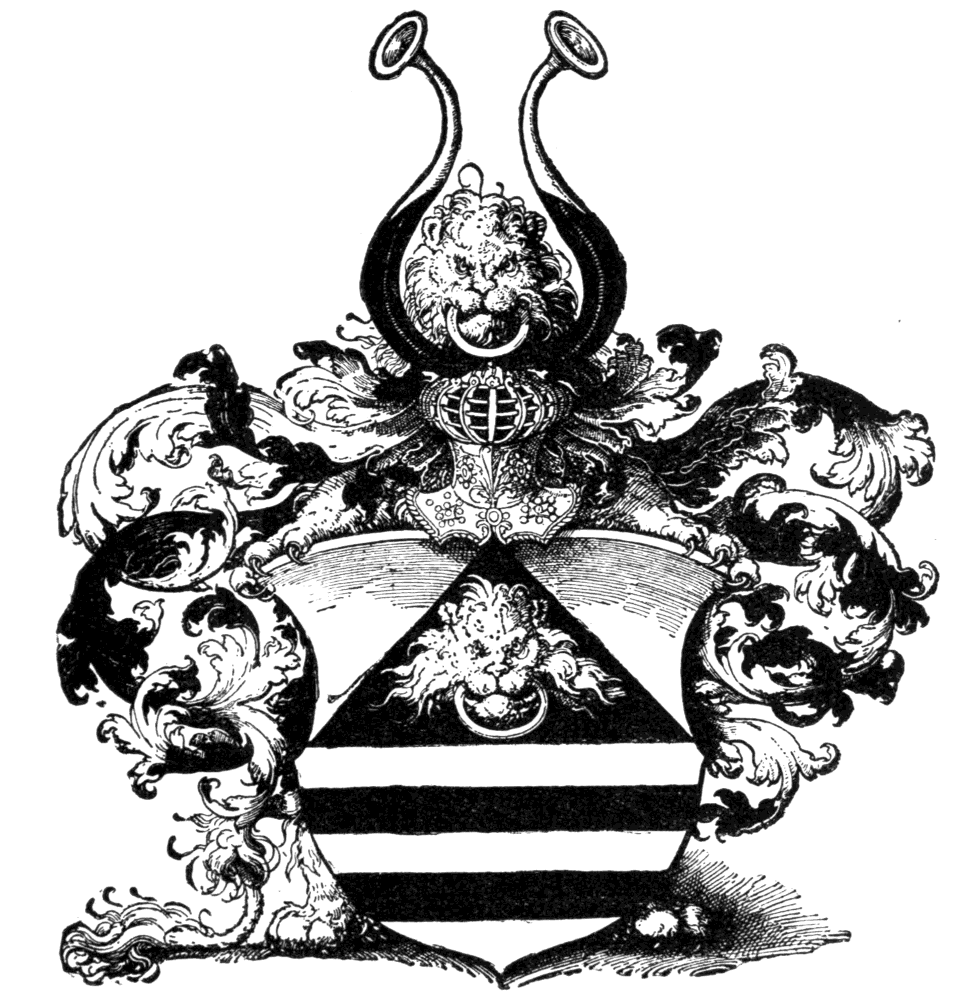
Hersehender Löwenkopf mit Ring im Maul (Türklopfer) im Schild und Oberwappen
In Blau ein geflügelter hersehender goldener Löwenkopf (Alteglofsheim)
Ein in zwei abgewendeten Löwenköpfen endendes goldenes Schiff mit goldenem Mast (Untermünkheim)

### Der gelöwte Leopard
Leopard in aufrechter Stellung, Blick zum Betrachter. Im Mittelalter gab es diesen Unterschied nicht.

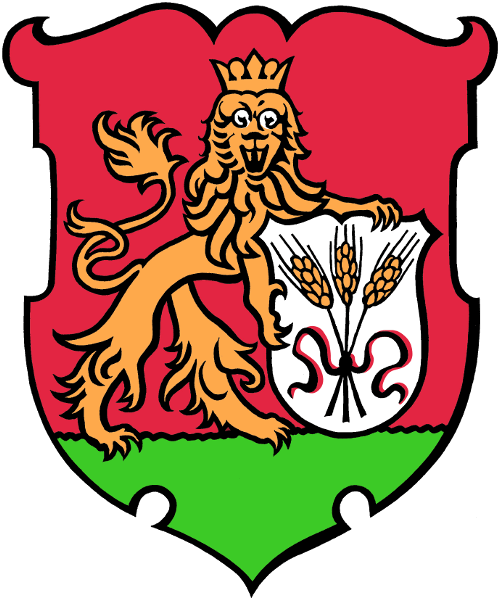
Wappen von Lustenau, Österreich
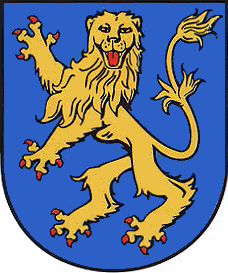
Wappen der ehemaligen Stadt Remda
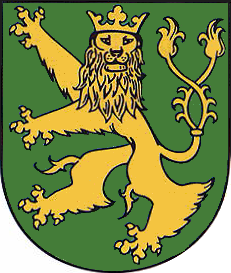
Wappen der ehemaligen Stadt Teichel
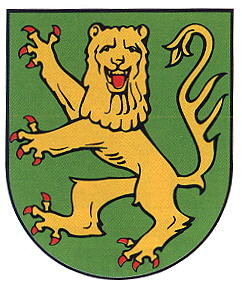
Wappen von Bad Blankenburg
Wappen der Stadt Altenkirchen (Westerwald)

### Leopardierter Löwe
Schreitende Löwen, Blick nach heraldisch rechts.

Schreitender Löwe im Wappen Baden-Württembergs
Leopardierter Löwe im Wappen von Edenbergen (bei Augsburg)

### Sonderformen

Wappen von Lobberich, rot gezungt im Dreipass
Wappen von Oberickelsheim, geflügelter Markuslöwe, stets liegend oder stehend/schreitend, die Flügel in gleicher Farbe.
Geflügelter Löwe im Wappen von Gießen. Abweichend vom Markuslöwen ist der Gießener Löwe aufrecht mit anders tingierten Flügeln.
Wappen Alteglofsheims: geflügelter Löwenkopf (Leopardenkopf)
Chimäre
Burgas: Löwe mit Fischschwanz (Seelöwe)
Sphinx (Frauenlöwe) im französischen Bessines-sur-Gartempe
In Gold ein steigender roter Löwe, geschwänzt mit einem grünen Pfauenstoss im Wappen von Fällanden
Wappen von Hamminkeln-Wertherbruch, auf dem linken Turm hängt über einem Torbogen mit Fallgitter ein silberner (weißer) Schild mit einem gekrönten und doppeltgeschwänzten schwarzen Löwen
Löwe in Schattenfarbe im Wappen von Chapelle-lez-Herlaimont
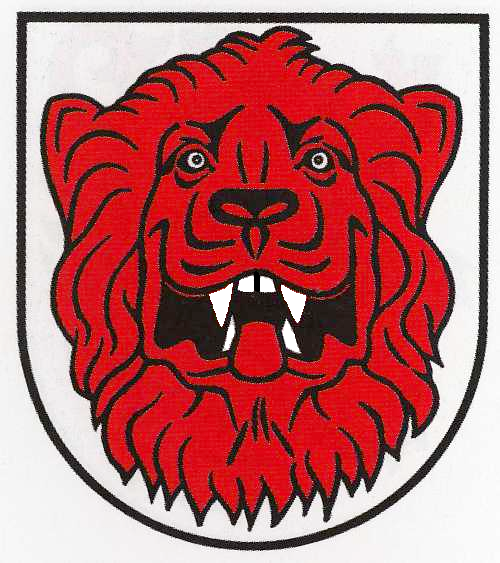
Hersehender Löwe: Wappen des Braunschweiger Weichbildes Altewiek
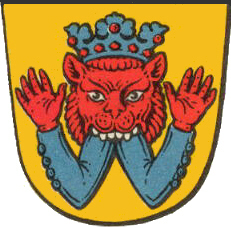
Löwenmaske im Wappen von Ehrsten
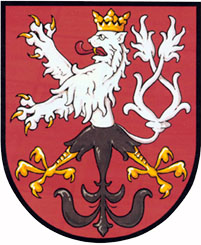
Löwenadler im Wappen von Rabštejn nad Střelou
Steigender roter Löwe mit blauem Kopf (Reinach AG)

Folgende Fabelwesen gelten als eigenständige Figuren:
- Mannlöwe und Frauenlöwe: Mit dem Oberkörper eines Mannes als Mannlöwe und mit dem Oberkörper eine Frau als Frauenlöwe in der Heraldik bekannt. Letztere Löwendarstellung wird auch Sphinx genannt.
- der Greif ist eine Fantasiegestalt in der Heraldik, ein Adleroberkörper mit einem Löwenunterleib vereint
- der Panther, ein löwenfüßiges, meist drachenköpfiges Tier
- der Seelöwe, ein Wappentier mit dem Löwenvorderteil und dem Hinterteil als Fischschwanz
- ein weiteres löwenkörpriges Fabelwesen ist der Mantikor
- die Chimäre in der Heraldik wird mit Mädchengesicht, Löwenmähne, Löwenfüßen, Ziegenkörper und einem Drachenschwanz dargestellt.[4]
- der Adlerlöwe, Kombination aus Adlerkopf und Löwenkörper

## Beispiele

### Löwen mit besonderen Namen
| Bild | Name                                                                 | Aussehen und/oder Bedeutung |
| ---- | -------------------------------------------------------------------- | --- |
|      | Aschokalöwe                                                          | Wappentier Indiens. Dieser Löwe hat drei in verschiedenen Richtungen blickende Köpfe, die einen Körper haben. |
|      | Bamberger Löwe                                                       | In Gold ein mit einer silbernen Schrägleiste überdeckter, rot bewehrter, schwarzer Löwe (auch linksgewandt mit linker Schrägleiste). Wappentier des Hochstifts Bamberg. |
|      | Bayerischer Löwe                                                     | Der Bayerische Löwe ist Schildhalter des Bayerischen Staatswappens und Symbolfigur Bayerns, unter anderem auf Denkmälern und Auszeichnungen. |
|      | Bergischer Löwe                                                      | In Silber ein doppelschwänziger, blaubewehrter, blaugezungter und blaugekrönter roter Löwe. Der Bergische Löwe war das Wappentier des Herzogtums Berg. |
|      | Böhmischer Löwe                                                      | In Rot ein doppelschwänziger, goldbewehrter und -bezungter silberner Löwe mit goldener Blätterkrone. |
|      | Braunschweiger Löwe                                                  | Einer Statue in Braunschweig nachempfundenes Wappentier Braunschweigs. In silbernem Schilde ein (heraldisch rechts gewendeter) schwarzbewehrter, silberngezahnter roter Löwe. |
|      | oben Brabanter Löwe unten Limburgischer Löwe                         | In Schwarz ein goldener rotgezungter und rotbewehrter Löwe. In Silber ein roter doppelschwänziger goldgekrönter und so gezungter und bewehrter Löwe. |
|      | Bunter Löwe                                                          | Wappentier der Bundesländer Hessen und Thüringen |
|      | Flämischer Löwe, auch Flandrischer Löwe                              | In Gold ein rotbewehrter und rotgezungter schwarzer Löwe. Im Wappen von Flandern. |
|      | Folkunger Löwe                                                       | Schildhalter im schwedischen großen Staatswappen |
|      | Geldern(sch)er Löwe (Herzogtum Geldern)                              | In Blau ein doppelschwänziger, rotbewehrter, rotgezungter und rotgekrönter goldener Löwe. |
|      | Löwe von Habsburg                                                    | In Gold ein blaubewehrter, blaugezungter und blaugekrönt roter Löwe. Althabsburg, später mit dem Bindenschild Familienwappen, und von dort in die Wappen der römisch-deutschen und österreichischen Kaiser vom 12. bis in das 20. Jahrhundert, europaweit häufig.                   |
|      | Heinsberger Löwe                                                     | In rot rechtsgewendeter, bekrönter, doppelt geschweifter silberner/weißer Löwe. |
|      | Itterscher Löwe (Haus Itter), auch Eversteiner Löwe (Haus Everstein) | In Blau ein rot gezungter und -bewehrter, goldgekrönter, silberner Löwe. |
|      | Löwe Judas                                                           | In Gold ein blauer Löwe. Der Löwe von Juda. |
|      | Jülicher Löwe                                                        | In Gold ein rotgezungter und rotbewehrt, schwarzer Löwe. |
|      | Ruthenischer Löwe                                                    | Wappentier des Ruthenischen Königreichs, der Woiwodschaft Ruthenien und der Westukrainischen Volksrepublik. 1. In Blau ein silberbewehrter und silbergezungter goldener Löwe (auch goldgekrönt) oder 2. In Blau ein rotbewehrter und rotgezungter goldener Löwe (auch goldgekrönt). |
|      | Löwe von León                                                        | In Silber ein rotbewehrter, rotgezungter und goldgekrönter purpurner Löwe. |
|      | Lüneburger Löwe (Fürstentum Lüneburg)                                | In Gold, mit roten Herzen bestreut, ein doppelschwänziger, rotbewehrter und rotgezungter blauer Löwe. |
|      | Markuslöwe                                                           | Der Markuslöwe – ein geflügelter, hier liegender golden-nimbierter silberner Löwe – ist das Symbol des Evangelisten Markus und Wappentier von Venedig. |
|      | Marzocco                                                             | Der Marzocco-Löwe ist der Schildhalter im Wappen von Florenz. |
|      | Meißner Löwe (Markgrafen zu Meißen)                                  | In Gold ein rotbewehrter und rotgezungter schwarzer Löwe. |
|      | Mohrenlöwe                                                           | Mit dem Kopf eines Afrikaners (Mohr für schwarze Hautfarbe). Mohrenlöwe im Wappen von Abfaltersbach (Tirol). |
|      | Nassauischer Löwe                                                    | Der Nassauische Löwe ist besonders im Westerwald und im Taunus verbreitet, findet sich aber auch in Schwabach (Bayern). Ein rotbewehrter, rotbezungter goldener Löwe. Meist in blauem, mit goldenen Schindeln bestreutem Feld.                                                      |
|      | Pfälzer Löwe                                                         | Der Pfälzer Löwe ist vor allem im süddeutschen Raum in den Bundesländern, Baden-Württemberg, Bayern, Rheinland-Pfalz und dem Saarland verbreitet. Ein rotbewehrter, rotbezungter und rotgekrönter goldener Löwe.                                                                    |
|      | Sayner Löwe                                                          | Der Sayner Löwe findet sich in verschiedenen Wappen des Westerwaldes. In Rot ein blaubewehrter und -gezungter, goldener, hersehender, doppelschwänziger Löwe (gelöwter Leopard). |
|      | Schleswigsche Löwen                                                  | Die Schleswigschen Löwen kommen in verschiedenen Wappen Schleswigs vor. In Gold pfahlweise zwei schreitende, rotbewehrte und rotgezungte blaue Löwen. |
|      | Stauferlöwen                                                         | Drei Stauferlöwen im Landeswappen Baden-Württembergs. |
|      | Veldenzer Löwe (Grafschaft Veldenz)                                  | In Silber ein rotgezungter, goldbewehrt und goldbekrönter blauer Löwe. |
|      | Wächterlöwe                                                          | Als Schildhalter im Wappen Myanmars. |

### Löwenwappen

Standardlöwen
Staatswappen Dänemarks mit drei schreitenden blauen Löwen
Der Löwe ist das Wappentier Finnlands
Doppelschwänziger silberner Böhmischer Löwe im Wappen Tschechiens
Zwei schreitende goldene Löwen im Wappen des Kantons Thurgau
Rotbewehrter und -gezungter schwarzer Bamberger Löwe im Wappen des Landkreises Haßberge
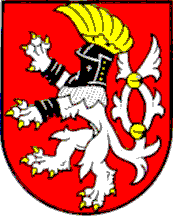
Verkappter Böhmischer Löwe mit Armringen und Helm im Wappen von Aussig
Widersehend und schwarz behaart: Wappen von Bad Köstritz
In Schwarz ein halber, rot bewehrter goldener Löwe im Wappen von Bad Tölz
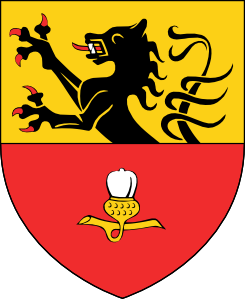
Schwarzer Jülicher Löwe im Wappen von Brachelen
Steigender Löwe im Wappen von Bremgarten AG
Steigender, senkrecht gestellter Löwe im Wappen von Diepholz
Löwe im Wappen von Einbeck
Drei schreitende Löwen im Wappen von Freienbach
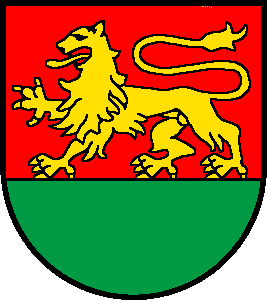
Schreitender Löwe im Wappen von Hauenstein-Ifenthal
Oben ein schreitender, rotgezungter und -bewehrter goldener Löwe; unten zwei kleinere goldene (gelbe) Löwen (Wappen von Homberg/Efze)
Steigender Löwe im Wappen von Lauenau
Meißner Löwe im Wappen von Leipzig
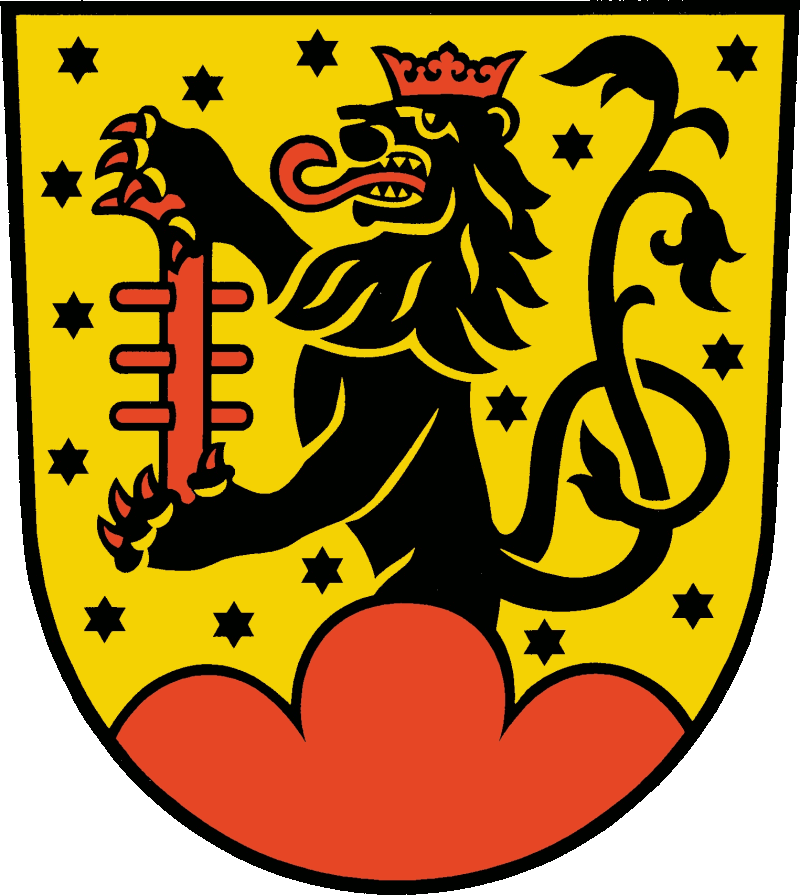
Schwarzer Löwe mit Steigleiter im Wappen der Gemeinde Löwenberger Land
Blaubezungter Löwe hält Keule: Maxsain
Auf einem Burgtor liegender Löwe im Wappen von Neuburg an der Donau
Löwe stößt sich ein Schwert in das Maul (Taufkirchen)
Blaubewehrter und -gezungter roter Löwe von Pfalz-Zweibrücken im Wappen von Winterbach
Zwei schreitende rote Löwen im Wappen von Winterthur
Nahezu identisch im Wappen von Weesen
Blauer Löwe im Wappen von Wollerau
Bergischer Löwe im Wappen von Wuppertal

Liste weiterer Löwenwappen:
- Gemeinden und Städte: Auerbach/Vogtl., Braunschweig, Burgdorf (Region Hannover), Dresden, Düsseldorf, Ebenthal (Österreich), Eisfeld, Frankenthal (Pfalz), Freiberg, Gelsenkirchen, Gera, Gifhorn, Görlitz, Großenhain, Kindelbrück, Königstein (Sächsische Schweiz), Landau in der Pfalz, Bad Lauchstädt, Lauenstein, Leonberg, Leutenberg, Leverkusen, Lünen, Lustenau (Österreich), Magdala, Markneukirchen, Markkleeberg, Meißen, Mittweida, Mühlberg/Elbe, Neustadt an der Weinstraße, Oelsnitz/Vogtl., Orlamünde, Ortrand, Oschatz, Passau, Pausa-Mühltroff, Pegau, Plaue, Plech, Pößneck, Rain (Lech), Ranis, Rastede, Remscheid, Rudolstadt, Sayda, Schöneck/Vogtl., Siebenlehn, Sonneberg, Wedemark, Weimar, Wittingen, Wuppertal, Zweibrücken
- Landkreise, Regionen und Bundesländer: Landkreis Birkenfeld, Landkreis Celle, Landkreis Chemnitzer Land, Landkreis Freiberg, Landkreis Gifhorn, Landkreis Hameln-Pyrmont, Landkreis Harburg, Landkreis Holzminden, Kyffhäuserkreis, Landkreis Leer, Rhein-Lahn-Kreis, Landkreis Lörrach, Rhein-Sieg-Kreis, Regionalverband Saarbrücken, Region Hannover, Bayern (Bundesland), Thüringen (Bundesland), Provinz Limburg (Belgien), Provinz Limburg (Niederlande), Region Franche-Comté (Frankreich)
- Staaten: Königreich Belgien, Bulgarien, Dänemark, Estland, Finnland, Großbritannien, Lettland, Großherzogtum Luxemburg, Montenegro, Niederlande, Norwegen, Spanien, Tschechische Republik
  - ehemalige Staaten: Großherzogtum Hessen
- Vereine und Organisationen: Eintracht Braunschweig, TSV 1860 München
- weitere s. u. Weblinks

### Schildhalterlöwen

Mit dem Einhorn Schildhalter im Wappen des Vereinigten Königreichs
Löwen im Bayerischen Staatswappen
Löwen als Schildhalter und Wappentier in Harderwijk
Fischgeschwänzte Löwen im Wappen von Lelystad
Löwen im Wappen Kenias